# Adolf Kuntzen
Adolf-Friedrich Kuntzen (Magdeburg, 26 de juliol de 1889 – Edemissen, 10 de juliol de 1964) va ser un oficial alemany, que assolí el grau de general der Panzertruppe a la Segona Guerra Mundial.

## Carrera
Ingressà a l'exèrcit el 1909, participant a la Primera Guerra Mundial al regiment d'Hússars.
L'1 de novembre de 1934 Kuntzen va ser ascendit a coronel i l'1 de març de 1938 a major general. Des del 10 de novembre de 1938 va esdevenir comandant de la  3a Divisió Lleugera, amb la qual va participar en la invasió de Polònia de setembre de 1939. L'1 d'abril de 1940 va esdevenir tinent general i va participar en la campanya de França el maig de 1940 com a comandant de la 8a Divisió Panzer.
El febrer de 1941 va esdevenir comandant de la LVII. Armeekorps (mot.). Ascendit a General der Panzertruppe l'1 d'abril, va dirigir el seu cos a l'Operació Barbarroja englobat al Grup Panzer 3 des de juny de 1941 contra la Unió Soviètica. A mitjans de novembre de 1941 va haver de renunciar breument al seu comandament per motius de salut, el va recuperar el 12 de gener de 1942 i finalment el va abandonar a finals de gener de 1942. Des de l'1 d'abril de 1942 va ser comandant general del comandament superior z. b. V. XXXII. A finals de maig de 1942 esdevingué el comandant general de la LXXXI. Armeekorps, que va ser utilitzat per a la seguretat costanera al nord de França. Durant la invasió aliada del juny de 1944 el seu cos estava subordinat al 15. Armee del Grup d'Exèrcits B del mariscal Rommel i va assegurar la secció entre Dunkerque i Ostende. El setembre de 1944 va ser traslladat a la reserva i finalment acomiadat el 31 de desembre de 1944.
Des de juliol de 1955 fins a 1956, Kuntzen va ser membre del comitè d'experts en personal de la nova Bundeswehr. Des d'octubre de 1957 fins a setembre de 1958 va ser president federal de l'Associació de Soldats Alemanys (VdS).

## Historial militar

### Promocions
Fähnrich – 19/9/1909
 Leutnant – 22/8/1910
  Oberleutnant – 25/1/1915
 Rittmeister – 18/12/1917
 Major – 1/10/1929
 Oberstleutnant – 1/12/1932
 Oberst – 1/11/1934
 Generalmajor – 1/3/1938
 Generalleutnant – 1/4/1940
 General der Panzertruppe – 1/4/1941

### Condecoracions
Creu de Cavaller de la Creu de Ferro - 3 de juny de 1940
  Creu de Ferro 1914 de 1a Classe
  Creu de Ferro 1914 de 2a Classe (25/09/1914)
  Creu al Mèrit de Guerra (Brunswick)
 Creu al Mèrit Militar de III classe amb insígnia de guerra (Àustria)
 Barra de 1939 a la Creu de Ferro 1914 de 1a Classe
 Barra de 1939 a la Creu de Ferro 1914 de 2a Classe
 Medalla del Llarg Servei a la Wehrmacht de I i IV classe